# XIII Reunião Ordinária do Conselho do Mercado Comum
A XIII Reunião Ordinária do Conselho do Mercado Comum ocorreu em dezembro de 1997, na cidade de Montevidéu.

## Participantes
Representando os estados-membros
- Fernando Henrique Cardoso
- Carlos Menem
- Julio Maria Sanguinetti
- Juan Carlos Wasmosy Monti

## Decisões
A reunião produziu vinte decisões.